# Vignemont
Vignemont est une commune française située dans le département de l'Oise en région Hauts-de-France.

## Géographie

### Communes limitrophes
| Marquéglise     |           | Vandélicourt       |
| Antheuil-Portes | Vignemont |                    |
| Monchy-Humières | Braisnes  | Villers-sur-Coudun |

### Hydrographie

#### Réseau hydrographique
La commune est située dans le bassin Seine-Normandie. Elle est drainée par le Fond du Tiers Val,.

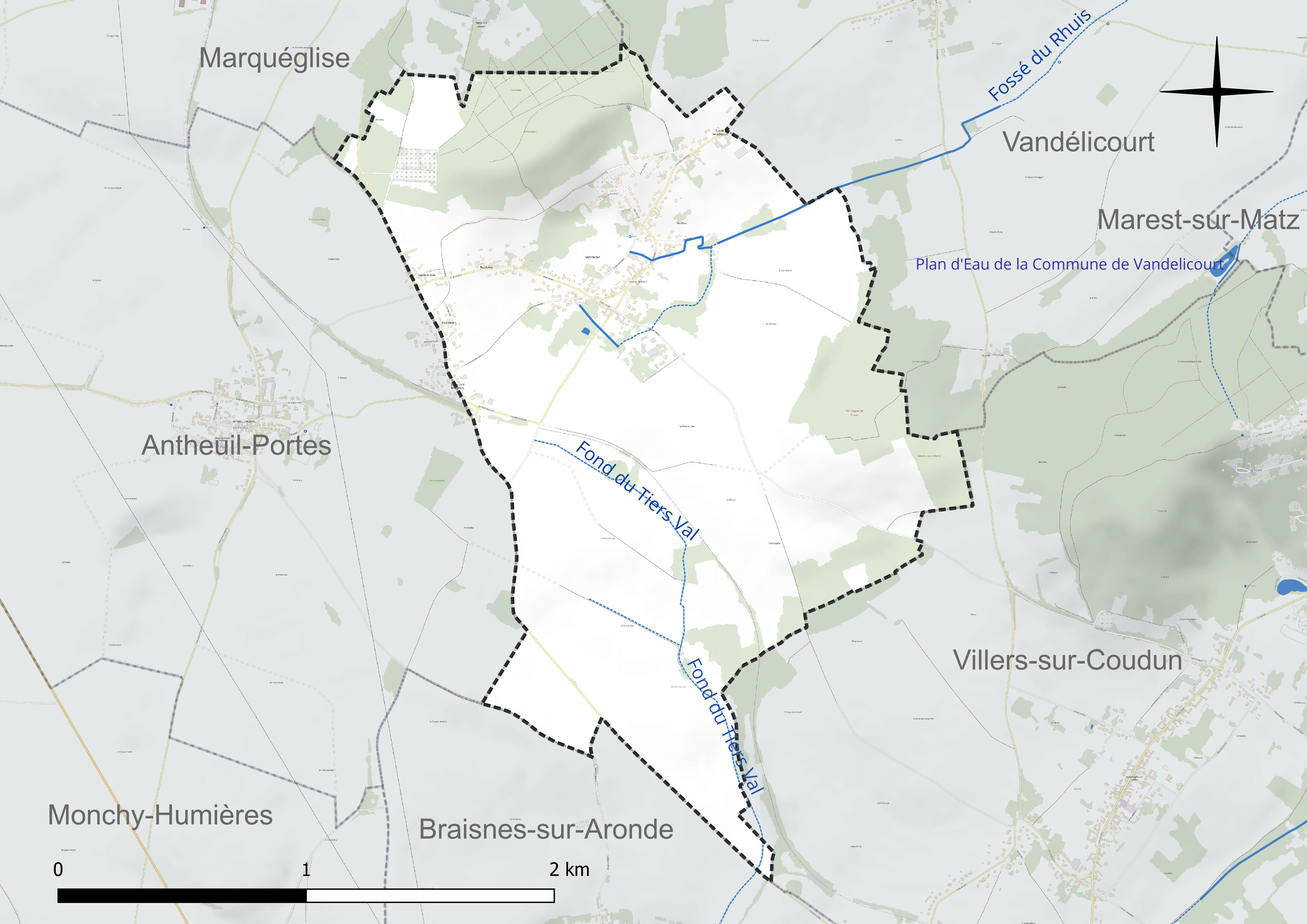
Réseau hydrographique de Vignemont.

#### Gestion et qualité des eaux
Le territoire communal est couvert par le schéma d'aménagement et de gestion des eaux (SAGE) « Sensée ». Ce document de planification concerne un territoire de 789 km2 de superficie, délimité par trois bassins versants en totalité ou en partie (Aisne, Oise et Aronde). Le périmètre a été arrêté le 16 octobre 2001 et le SAGE proprement dit a été approuvé le 8 juin 2009, puis révisé le 27 novembre 2019. La structure porteuse de l'élaboration et de la mise en œuvre est le syndicat mixte Oise-Aronde. 
La qualité des cours d'eau peut être consultée sur un site dédié géré par les agences de l'eau et l'Agence française pour la biodiversité. 

### Climat
Pour des articles plus généraux, voir Climat des Hauts-de-France et Climat de l'Oise.
En 2010, le climat de la commune est de type climat océanique dégradé des plaines du Centre et du Nord, selon une étude du CNRS s'appuyant sur une série de données couvrant la période 1971-2000. En 2020, Météo-France publie une typologie des climats de la France métropolitaine dans laquelle la commune est exposée à un climat océanique et est dans la région climatique  Nord-est du bassin Parisien, caractérisée par un ensoleillement médiocre, une pluviométrie moyenne régulièrement répartie au cours de l'année et un hiver froid (3 °C). 
Pour la période 1971-2000, la température annuelle moyenne est de 10,7 °C, avec une amplitude thermique annuelle de 14,9 °C. Le cumul annuel moyen de précipitations est de 696 mm, avec 10,8 jours de précipitations en janvier et 8,6 jours en juillet. Pour la période 1991-2020, la température moyenne annuelle observée sur la station météorologique la plus proche, située sur la commune de Margny-lès-Compiègne à 9 km à vol d'oiseau, est de 11,2 °C et le cumul annuel moyen de précipitations est de 633,5 mm,. Pour l'avenir, les paramètres climatiques de la commune estimés pour 2050 selon différents scénarios d'émission de gaz à effet de serre sont consultables sur un site dédié publié par Météo-France en novembre 2022.

## Urbanisme

### Typologie
Au 1er janvier 2024, Vignemont est catégorisée commune rurale à habitat dispersé, selon la nouvelle grille communale de densité à sept niveaux définie par l'Insee en 2022.
Elle est située hors unité urbaine. Par ailleurs la commune fait partie de l'aire d'attraction de Compiègne, dont elle est une commune de la couronne,. Cette aire, qui regroupe 101 communes, est catégorisée dans les aires de 50 000 à moins de 200 000 habitants,.

### Occupation des sols
L'occupation des sols de la commune, telle qu'elle ressort de la base de données européenne d'occupation biophysique des sols Corine Land Cover (CLC), est marquée par l'importance des territoires agricoles (66 % en 2018), en augmentation par rapport à 1990 (64,4 %). La répartition détaillée en 2018 est la suivante : 
terres arables (66 %), forêts (23,7 %), zones urbanisées (10,4 %). L'évolution de l'occupation des sols de la commune et de ses infrastructures peut être observée sur les différentes représentations cartographiques du territoire : la carte de Cassini (XVIIIe siècle), la carte d'état-major (1820-1866) et les cartes ou photos aériennes de l'IGN pour la période actuelle (1950 à aujourd'hui).

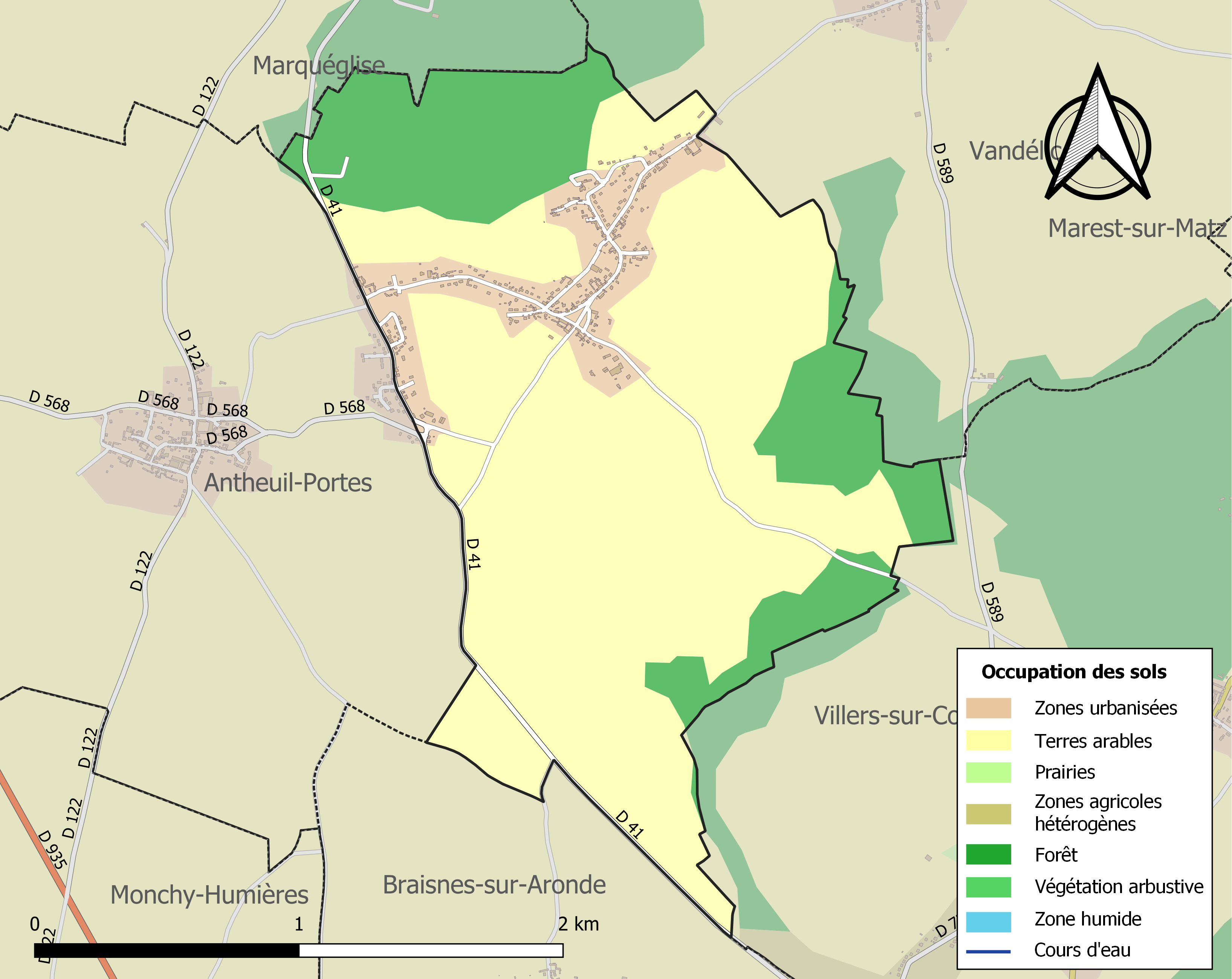
Carte des infrastructures et de l'occupation des sols de la commune en 2018 (CLC).

### Voies de communication et transports
La commune est desservie, en 2023, par les lignes 654, 655, 681, 6303 et 6334 du réseau interurbain de l'Oise.

## Toponymie
Le nom de la localité est attesté sous les formes de vinee monte (vers 1130) ; Vinemonte (vers 1130) ; Vinnemont (1172) ; Philippus de vinee monte (1189) ; Vignemont (1190) ; Renaldus de vignemont (1241) ; Reginaldus de vignemont (1254) ; apud Vinee montem (1260) ; Vineemonte (1289) ; Renaus de Vignemont (1298) ; Vinemont (1305) ; as vignes de Vignemont (1402) ; Vingmont (1430) ; prioratus S. Nicholai de Monte vino (XVe) ; de Monte vineo (XVIe).

Du latin vinea (« vignoble ») avec le latin mons.
Le nom de la commune est lié à la viticulture qui se pratiquait autrefois dans la région. On y trouve également une rue des Vignes et probablement plusieurs lieux-dits cadastraux.

## Politique et administration
| Période                                  | Période  | Identité                 | Étiquette | Qualité                        |
| ---------------------------------------- | -------- | ------------------------ | --------- | ------------------------------ |
| Les données manquantes sont à compléter. |          |                          |           |                                |
| mars 2001                                | 2008     | Étienne Senez            |           |                                |
| mars 2008                                | 2020     | Serge Greugny            |           | Réélu pour le mandat 2014-2020 |
| 2020                                     | En cours | Laurence Caivano-Tellier |           |                                |

## Population et société

### Démographie

#### Évolution démographique
L'évolution du nombre d'habitants est connue à travers les recensements de la population effectués dans la commune depuis 1793. Pour les communes de moins de 10 000 habitants, une enquête de recensement portant sur toute la population est réalisée tous les cinq ans, les populations de référence des années intermédiaires étant quant à elles estimées par interpolation ou extrapolation. Pour la commune, le premier recensement exhaustif entrant dans le cadre du nouveau dispositif a été réalisé en 2006.

En 2022, la commune comptait 420 habitants, en évolution de −3 % par rapport à 2016 (Oise : +0,87 %, France hors Mayotte : +2,11 %).
| 1793 | 1800 | 1806 | 1821 | 1831 | 1836 | 1841 | 1846 | 1851 |
| ---- | ---- | ---- | ---- | ---- | ---- | ---- | ---- | ---- |
| 300  | 292  | 313  | 301  | 344  | 325  | 313  | 388  | 302  |

| 1856 | 1861 | 1866 | 1872 | 1876 | 1881 | 1886 | 1891 | 1896 |
| ---- | ---- | ---- | ---- | ---- | ---- | ---- | ---- | ---- |
| 269  | 252  | 268  | 268  | 260  | 240  | 227  | 187  | 178  |

| 1901 | 1906 | 1911 | 1921 | 1926 | 1931 | 1936 | 1946 | 1954 |
| ---- | ---- | ---- | ---- | ---- | ---- | ---- | ---- | ---- |
| 156  | 175  | 169  | 140  | 160  | 181  | 195  | 151  | 171  |

| 1962 | 1968 | 1975 | 1982 | 1990 | 1999 | 2006 | 2011 | 2016 |
| ---- | ---- | ---- | ---- | ---- | ---- | ---- | ---- | ---- |
| 211  | 279  | 289  | 336  | 371  | 409  | 387  | 406  | 433  |

| 2021 | 2022 | - | - | - | - | - | - | - |
| ---- | ---- | - | - | - | - | - | - | - |
| 424  | 420  | - | - | - | - | - | - | - |

#### Pyramide des âges
La population de la commune est relativement jeune.
En 2018, le taux de personnes d'un âge inférieur à 30 ans s'élève à 30,0 %, soit en dessous de la moyenne départementale (37,3 %). À l'inverse, le taux de personnes d'âge supérieur à 60 ans est de 27,5 % la même année, alors qu'il est de 22,8 % au niveau départemental.
En 2018, la commune comptait 219 hommes pour 216 femmes, soit un taux de 50,34 % d'hommes, légèrement supérieur au taux départemental (48,89 %).
Les pyramides des âges de la commune et du département s'établissent comme suit.
| Hommes | Classe d’âge | Femmes |
| ------ | ------------ | ------ |
| 0,5    | 90 ou +      | 0,9    |
| 4,7    | 75-89 ans    | 9,4    |
| 20,8   | 60-74 ans    | 18,8   |
| 24,4   | 45-59 ans    | 27,5   |
| 17,4   | 30-44 ans    | 15,7   |
| 17,4   | 15-29 ans    | 14,8   |
| 14,9   | 0-14 ans     | 12,8   |

| Hommes | Classe d’âge | Femmes |
| ------ | ------------ | ------ |
| 0,5    | 90 ou +      | 1,4    |
| 5,5    | 75-89 ans    | 7,6    |
| 15,6   | 60-74 ans    | 16,3   |
| 20,8   | 45-59 ans    | 20     |
| 19,4   | 30-44 ans    | 19,4   |
| 17,6   | 15-29 ans    | 16,2   |
| 20,6   | 0-14 ans     | 19,1   |

## Lieux et monuments
- Église de la Nativité-de-Notre-Dame, reconstruite en 1925
- Cimetière militaire allemand de Vignemont
- Nécropole nationale de Vignemont

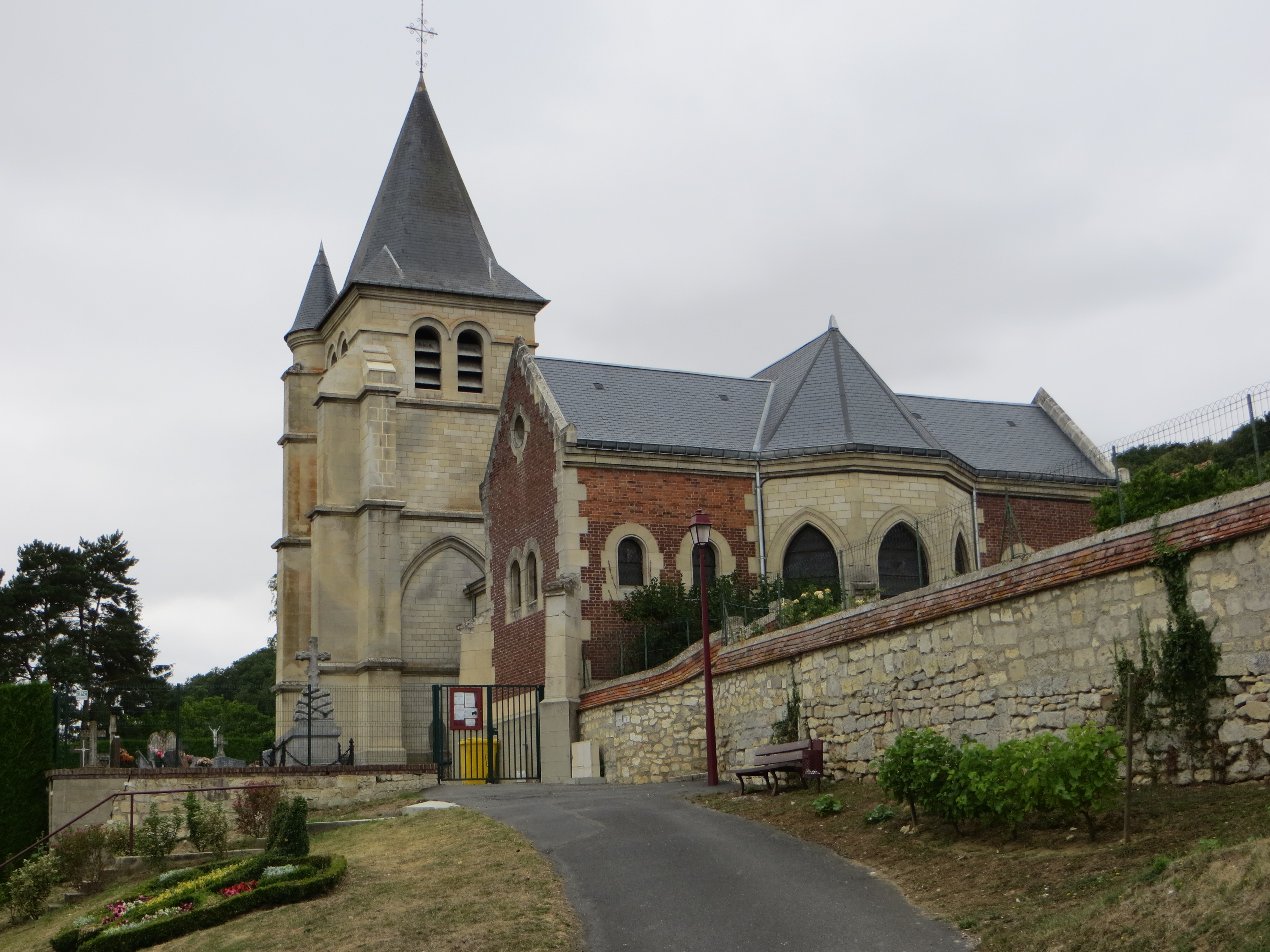
Chevet de l'église de la Nativité-de-Notre-Dame
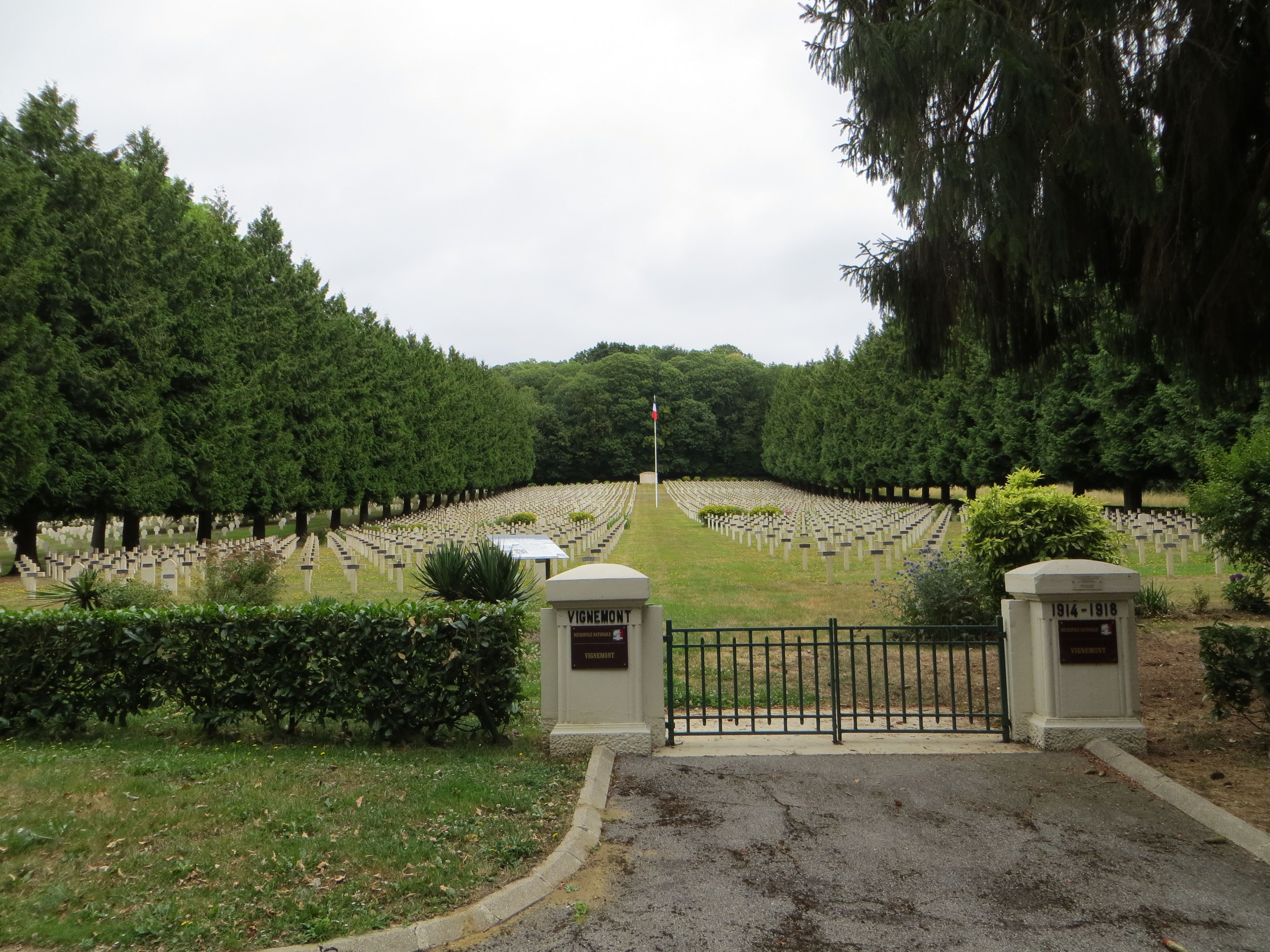
Nécropole nationale
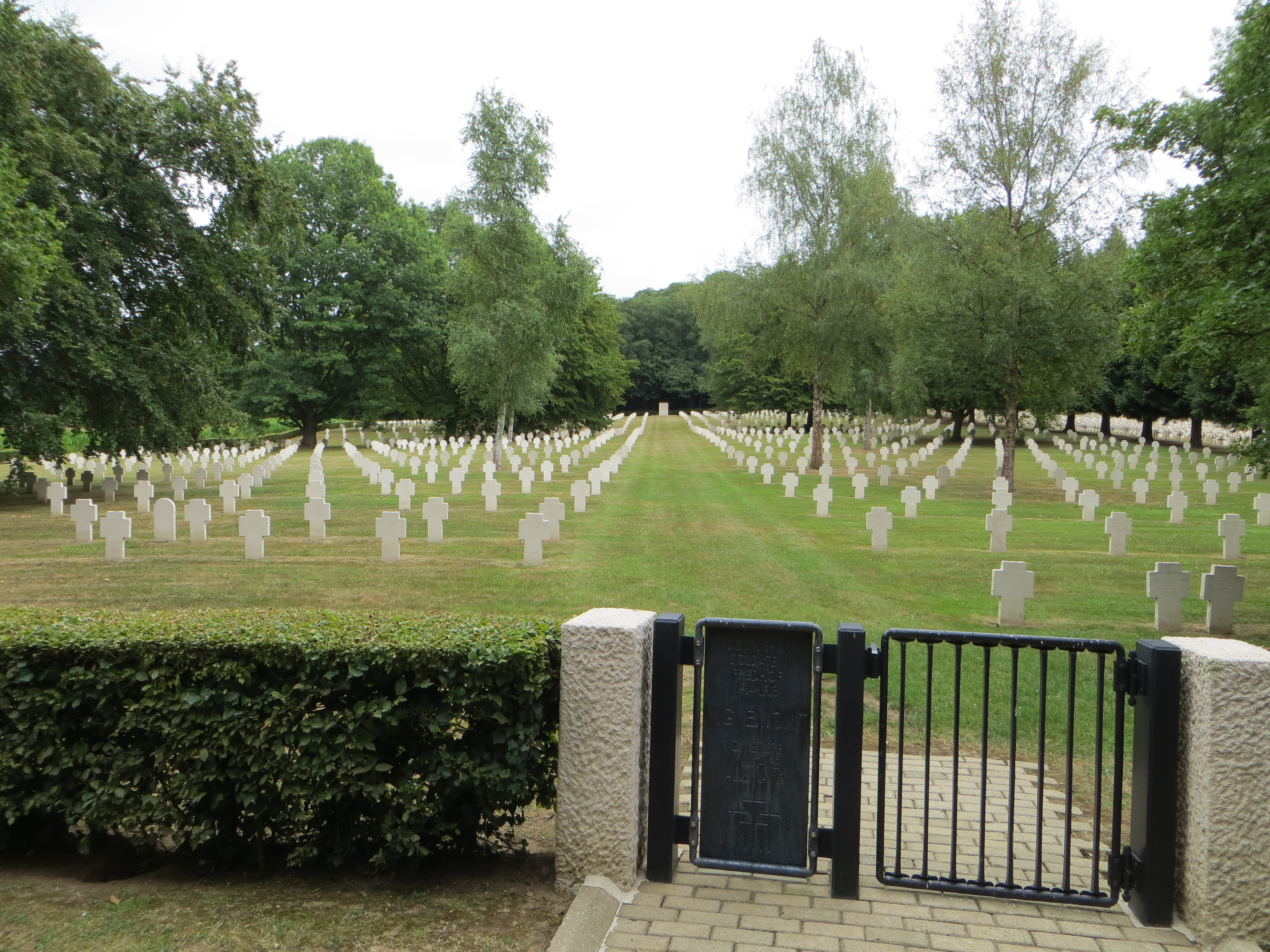
Cimetière militaire allemand